# Fray Nicolás de Jesús María
Fray Nicolás de Jesús María foi um religioso carmelita nascido em Sevilla, Espanha, durante os últimos anos do reinado de Carlos II. Seus pais foram Francisco Sánchez Risco e María de Merino, quem chamaram-no Nicolás Sánchez Risco e Merino.
Foi um predicador reconhecido por suas sermões que, além de impressos, foram elogiados nos pareceres de outras autoridades eclesiásticas da época. Ademais foi prior de Orizaba, Oaxaca, Puebla e da Cidade de México.

## Vida
A princípios do século XVIII, fray Nicolás de Jesús María chegou às Índias, como se conhecia também ao território americano. Depois de um ano como novicio recebeu o hábito do Carmen no convento de Puebla de mãos de fray Bartolomé de San Joaquín no dia 1 de abril de 1708. Professou no Convento dos Remédios de Puebla para ser transladado ao colégio capitular de Santa Ana em 1715.
Em 1717, fray Nicolás esteve em vários conventos até chegar ao de San Sebastián em México. Em 1720 entrou ao colégio de teología e três anos depois obteve o cargo de leitor de teología. Este posto foi de grande importância já que num trienio só tinha um ou dois leitores.

### Predicador
Para o ano de 1725 fray Nicolás regressou ao convento de San Sebastián. O 11 de novembro desse mesmo ano pregou pela primeira vez sua sermão "A Mão dos Cinco Senhores" com o que começou a ganhar popularidade devido a sua habilidade para a oratoria. Posteriormente suas sermões foram impressos, a maioria deles em México. Alguns de suas sermões foram escritos em honra a Santa Teresa.

### Servidor público
Sua fama como predicador o impulsionou a ocupar alguns cargos de governo como a presidência do Hospicio de Guadalajara em 1728.

## Fundação do Carmen em San Luis Potosí
Em 1735, fray Nicolás e seu colega Fray José da Assunção visitaram San Luis Potosí para a fundação do Templo de Nossa Senhora do Carmen. O 23 de fevereiro de 1749 colocou a primeira pedra para sua construção. Fray Nicolás foi o primeiro carmelita em San Luis Potosí, onde ganhou popularidade devido a suas sermões. Depois a fundação do templo, regressou à Cidade de México para continuar pregando suas sermões no convento de San Sebastián. Destes, "A Cátedra" é o último impresso do que se tem conhecimento.

## Sermões
Estes são alguns das sermões conhecidos de fray Nicolás de Jesús María:
- A Mão dos Cinco Senhores.
- O Christus.
- O mais da santificación do senhor San José, santificado dantes de nascer aos sete meses de concebido para nascer santificado, e ser pai estimativo de Cristo, e esposo castísimo da rainha dos anjos.
- A santidad num breve, por um breve de seu santidad declarada, em três breves discurrida.
- O paño de lágrimas de Oaxaca.
- As chaves da sabedoria, chaves da igreja.
- Babel melhorada em Torres.
- O pretendido, empeños da santidad e desposorios de San Ignacio de Loyola com Santa Teresa de Jesús.
- O cobiçoso e cobiçado, santo a pedir de boca, cobiçado por boca dos santos.
- As Travesuras de Santa Teresa.
- O  moral mais bem injerto.
- O escudo de armas da clara linhagem da antiga casa dos Toledos, melhorado o da nobreza terrena no da hidalguía religiosa.
- O para sempre de Santa Teresa.
- A Santidad Derramada, derrames da santidad que entra e derrames da santidad que sai.
- A cátedra em concurso de opositores.

Deve-se-lhe a José Mariano Beristáin e Souza o conhecimento da obra de Fray Nicolás de Jesús e María. É provável que de não ser por ele, a obra do religioso teria passado desapercibida.